# Lilahalsad markgök
Lilahalsad markgök (Neomorphus rufipennis) är en fågel i familjen gökar inom ordningen gökfåglar.

## Utseende och läte
Lilahalsad markgök är en stor gök med lång stjärt och kraftig näbb. Den verkar helmörk med ljusare buk och bar röd hud kring ögat. Den vittljudande sången består av ett enda barskt hoande, något likt zebrahäger, upprepat under långa perioder.

## Utbredning och systematik
Fågeln förekommer i södra Venezuela, Guyana och norra Brasilien (Roraima). Den behandlas som monotypisk, det vill säga att den inte delas in i några underarter.

## Levnadssätt
Lilahalsad markgök hittas i låglänta skogar, som namnet avslöjar på eller nära marken. Den är skygg och löper kvickt undan vid minsta störning. Fågeln följer svärmande vandringsmyror och flockar av navelsvin för att fånga insekter och små ryggradsdjur som dessa skrämmer upp i sin framfart.

## Status och hot
Arten har ett stort utbredningsområde, men tros minska i antal, dock inte tillräckligt kraftigt för att den ska betraktas som hotad. Internationella naturvårdsunionen IUCN listar arten som livskraftig (LC).